# غرق شدن مهاجران مالت (۲۰۰۷)

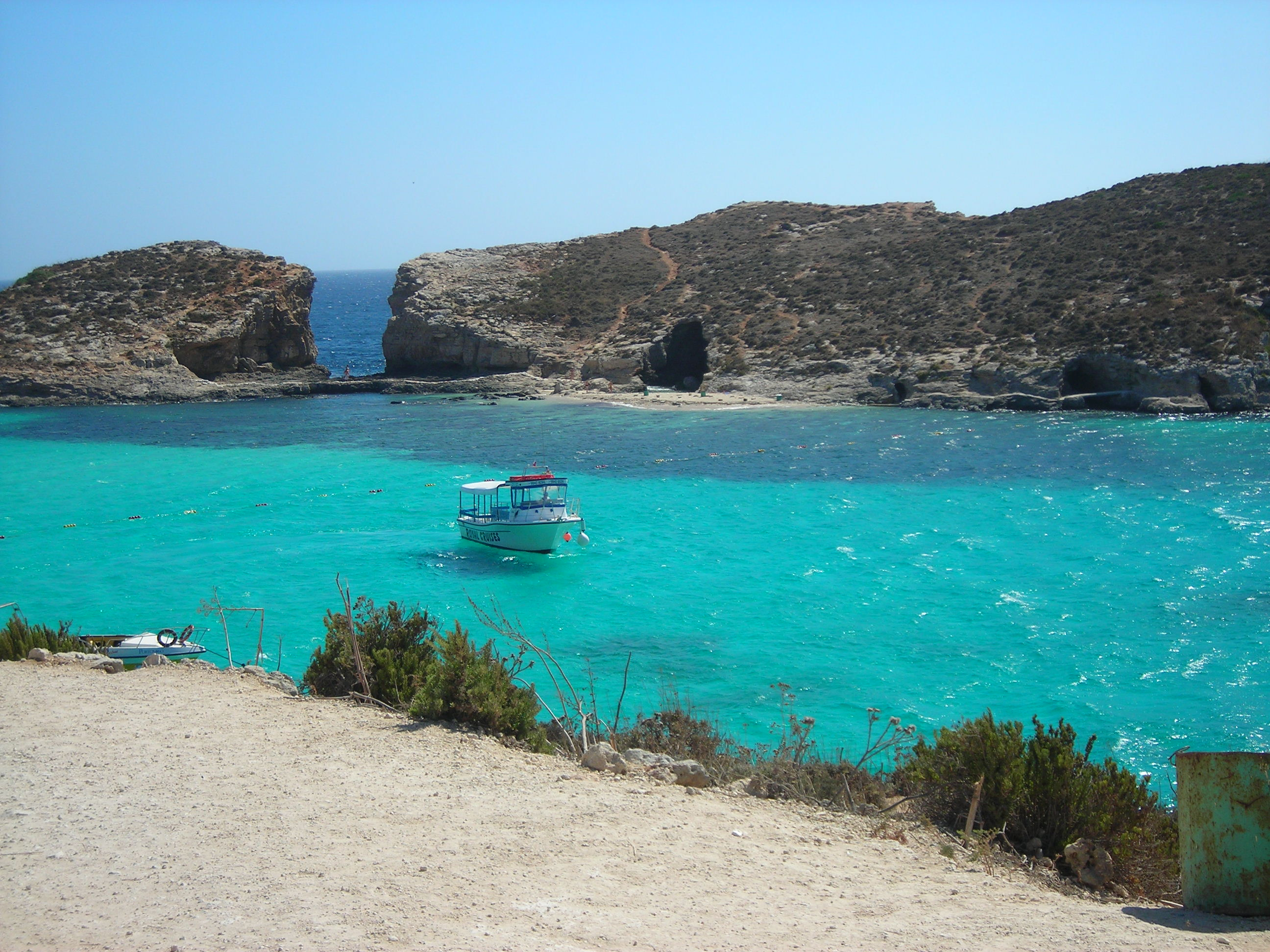
ساحل مالت

جزیره مالت

غرق شدن مهاجران مالت (انگلیسی: May 2007 Malta migrant shipwreck) در روز دوشنبه ۲۱ مه ۲۰۰۷ بوقوع پیوست. در این روز قایق کوچکی مملو از مهاجر در جنوب مالت با سرعت ۸۰ گره دریایی معادل (۱۵۰ کیلومتر در ساعت) در حرکت بود که توسط نیروی هوایی کشور مالت مشاهده و عکسبرداری شد، این درحالی بود که ۵۳ تن از پناهندگان قایق‌سوار ظاهراً تلاش می‌کردند تا از آب بیرون بیایند.

## شرح واقعه
متعاقباً این قایق مفقود گشت. به رغم جستجوی قایق‌های نجات کشور مالت هیچ ردی از قایق یا سرنشینان آن پیدا نکردند، چرا که به دلیل بعد مسافت هیچ راهی برای رسیدن قربانیان به ساحل در این زمان کوتاه وجود نداشت. در نهایت مقامات مالت و کمیساریای عالی سازمان ملل متحد برای پناهندگان UNHCR مفقود شدن کشتی و سرنشینان آن را تأیید کردند.
وضعیت خطرناک کشتی در تماس تلفنی یکی از سرنشینان آن به اقوام خود در ایتالیا گزارش شده بود که موتور کشتی خاموش شده و آب در حال وارد شدن به کشتی می‌باشد.
حادثه مفقود شدن این کشتی در آب‌های کشور مالت یکی از بزرگترین فجایع دریایی گم شدن قایقهای مهاجران آفریقایی و جان باختن سرنشینان آن در ۲۰۰۷ به‌شمار می‌رود. در اوت ۲۰۰۸ این رکورد با کشته شدن ۷۱ مهاجری که در وضعیت مشابه جان باختند تغییر کرد. از این کشتی تنها ۸ نفر نجات یافتند.

## تاریخچه
همه ساله حدوداً ۱۷۰۰ مهاجر مالت را به مقصد اروپا ترک می‌کنند که به دلیل شرایط خاص دریا در این منطقه سفرهای دریایی با ریسک و مخاطرات زیادی همراه است. برآورد دقیقی در خصوص این نظریه که چه اتفاقی رخ می‌دهد و این که چرا بسیاری از پناهجویان زمانی که به محدوده مالت و سواحل شمال آفریقا رسیده با خطر مواجه می‌شوند دشوار بوده و برآورد نشده‌است. به‌طور تقریبی طی ده سال گذشته تا قبل از ۲۰۰۷ حدود ۱۰ هزار مهاجر در مسیر رفتن به اروپا جان خود را از دست داده‌اند.